# Manifiesto de Octubre

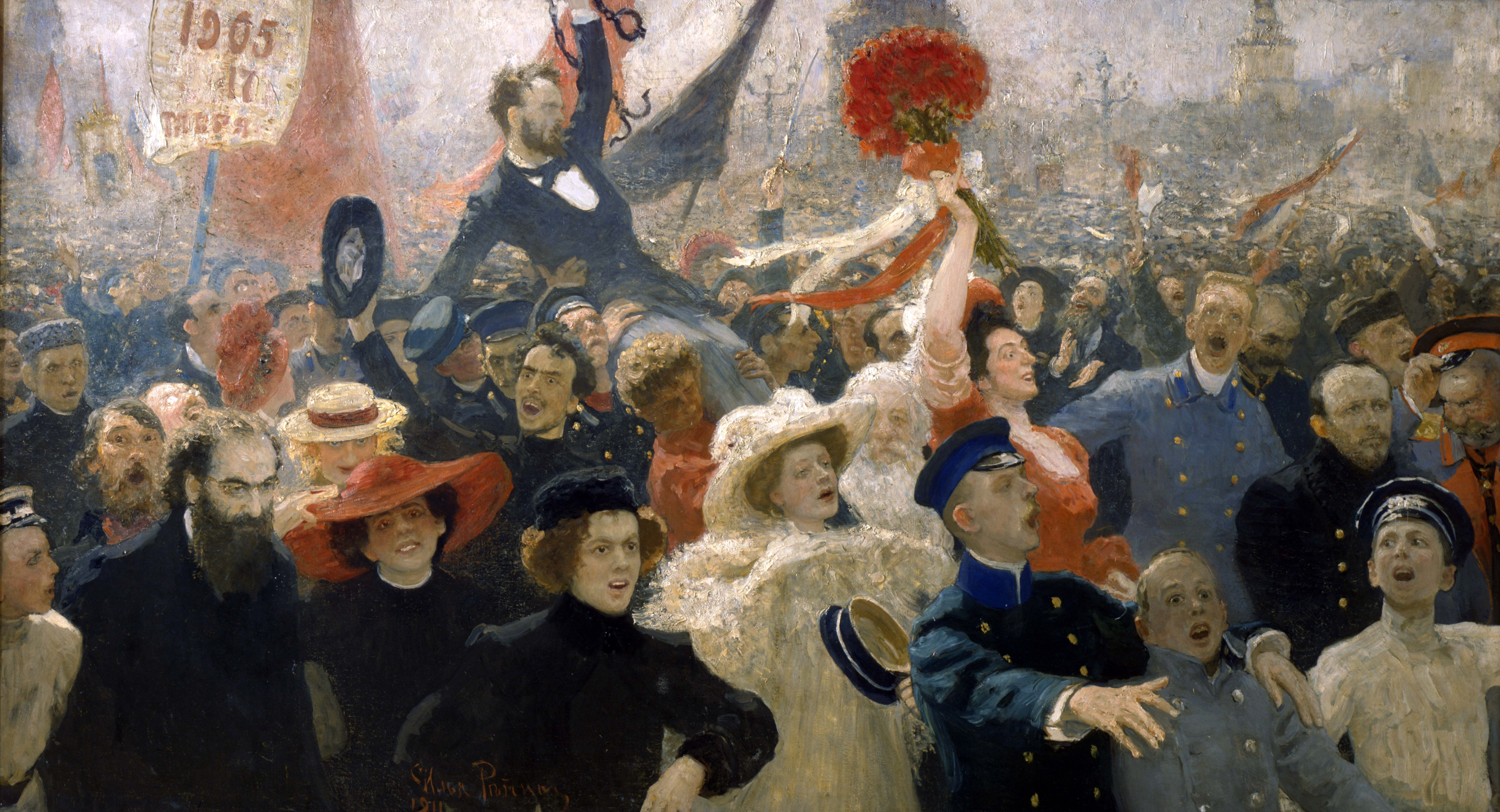
Manifestación del 17 de octubre de 1905 por Iliá Repin (Museo Estatal Ruso, San Petersburgo).

El Manifiesto de Octubre (del ruso: Октябрьский манифест, Манифест 17 октября) fue emitido el 17 de octubrejul./ 30 de octubregreg. de 1905 por el zar Nicolás II de Rusia bajo la influencia del conde Serguéi Witte en respuesta a la Revolución de 1905.

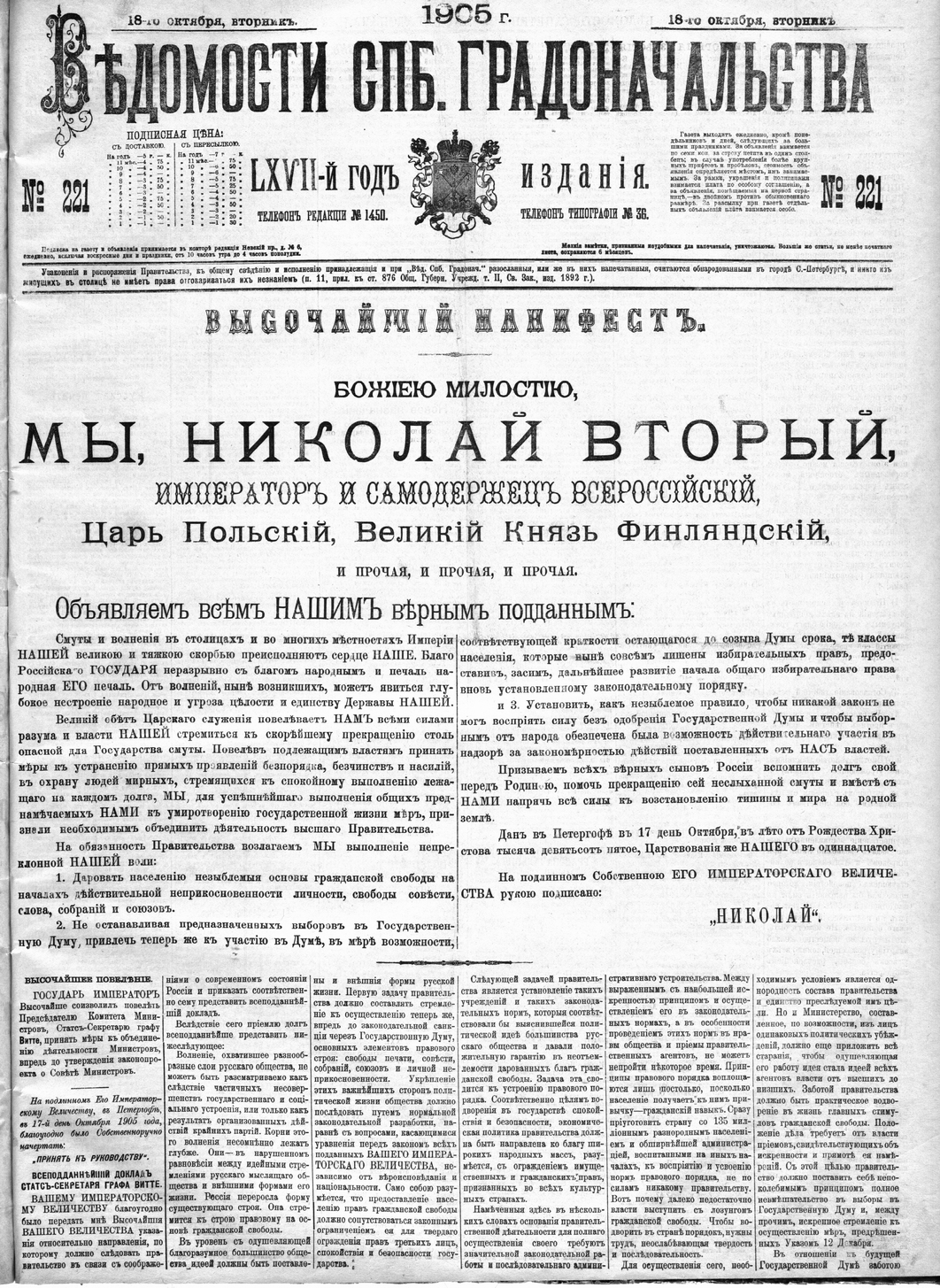
Manifiesto de Octubre promulgado por Nicolás II. Publicado el 18 de octubre de 1905.

El nombre oficial del documento fue 'El Manifiesto para la mejora del orden del Estado'. El manifiesto iba dirigido a mitigar el malestar existente en Rusia y contenía garantías para el otorgamiento de libertades civiles para la población: incluyendo la inmunidad personal, la libertad religiosa, la libertad de expresión, el derecho de reunión, y el derecho de asociación; una participación extensa en la recién creada Duma Imperial de Rusia; la introducción del sufragio universal masculino; y un decreto que establecía que las leyes no se podían imponer sin el consentimiento de la Duma.
El manifiesto fue el precursor de la primera Constitución rusa de 1906.
El manifiesto y la constitución resultaron unos hechos insignificantes para la democratización, toda vez que el zar seguía ostentando el derecho de veto en la Duma, que de hecho disolvió y reformó en numerosas ocasiones.

## Resistencia
El Manifiesto de Octubre dividió a la oposición que existía contra el zar Nicolás II. Se promulgó el 30 de octubre de 1905, en respuesta a la Revolución de 1905. Los miembros del Partido Democrático Constitucional (kadetes) fueron aplacados con la idea de tener libertad de expresión, así como una verdadera democracia representativa. Sin embargo, los socialistas sostenían que Nicolás II realmente solo había hecho una pequeña concesión de maquillaje político. La Duma era solamente una imagen de democracia y de este modo no podía aprobar ninguna ley sin el consentimiento del zar, también se observaba que la libertad de expresión se encontraba severamente regulada. Nicolás II demostró estar aferrado al poder absoluto al destituir la Primera y Segunda Duma.